# Gregor Braun
Gregor Braun (* 31. Dezember 1955 in Neustadt an der Weinstraße) war in den 1970er- und 1980er-Jahren ein erfolgreicher deutscher Radrennfahrer. „Der Bär von der Weinstraße“ wurde 1976 in Montreal zweifacher Olympiasieger in der Einer- und in der Mannschaftsverfolgung.

## Sportliche Laufbahn
Als hauptsächlich im Bahnradsport aktiver Fahrer gehörte der gelernte Bau- und Kunstschlosser Gregor Braun zu den für seine Generation typischen westdeutschen Spitzenamateuren, die durch ihre Leistungen aus dem eher mittelmäßigen Niveau herausragten. Nur knapp ein Jahr jünger als Dietrich Thurau, traf er bereits in seiner Jugend- und Juniorenzeit oft auf diesen und lieferte sich – besonders in der Einerverfolgung – spannende Duelle mit Didi. Da auch der berühmte Kilian-Vierer (auch Goldvierer) von den 1960er- bis in die 1980er-Jahre für herausragende Leistungen sorgte, waren sowohl „der Bär“ als auch Thurau bedeutende Säulen in dieser Mannschaft (neben Udo Hempel, Hans Lutz, Günther Schumacher, Peter Vonhof).
Nachdem aber Thurau noch 1975 nach dem Weltmeisterschaftssieg des Bahnvierers in der Mannschaftsverfolgung ins Profilager überwechselte, wurde Gregor Braun in den Folgejahren zu einer zentralen Figur sowohl in der Einer- wie in der Mannschaftsverfolgung. In seiner typischen stilistisch einwandfreien Fahrweise dominierte er die Einerverfolgung und war auch in der Mannschaftsverfolgung der entscheidende Leistungsträger bei den Olympischen Sommerspielen 1976. Am Ende des Olympiajahres wurde er schließlich als erst zweiter Radsportler nach Rudi Altig zum Sportler des Jahres gewählt.
Danach trat 1977 Gregor Braun ins Profi-Lager über, wo er gleich einen gelungenen Einstand mit einem Etappensieg bei der Mittelmeer-Rundfahrt feiern konnte. 1978 gewann er das Eintagesrennen Rund um den Henninger-Turm. 1979 siegte er in der Tour d’Indre-et-Loire. 1980 gewann er die Deutschland-Rundfahrt und wurde dabei Zweiter in der Bergwertung. Beim Giro d’Italia 1981 übernahm Braun nach der zweiten Etappe von Bibione nach Ferrara über 211 km das Rosa Trikot und übergab es am nächsten Tag seinem Famcucine-Teamkollegen und Kapitän Francesco Moser. Zudem gewann er den italienischen Halb-Klassiker Mailand–Vignola sowie in Belgien den Flèche Hesbignonne-Cras Avernas. 1982 nahm er zum einzigen Mal an der Tour de France teil, musste aber nach der achten Etappe vorzeitig aufgeben. Im Frühjahr siegte er bei der Saisoneröffnung der Klassiker bei Kuurne–Brüssel–Kuurne. Ein Etappensieg gelang ihm 1983 beim Giro d’Italia, nachdem er zuvor schon die Sardinien-Rundfahrt gewinnen konnte. Ein letzter bedeutender Sieg auf der Straße gelang 1987 mit einer Etappe der Katalanischen Woche, wogegen er bei der Spanien-Rundfahrt ausschied. 1986 versuchte Braun den Stunden-Weltrekord von Francesco Moser zu überbieten. Beide Versuche in Mexiko-Stadt und in La Paz scheiterten.
1989 trat er vom aktiven Radsport zurück.

## Sonstiges
Gregor Braun hatte eine Ausbildung zum Bauschlosser absolviert. In den 1990er Jahren war er sowohl als Trainer, Sportlicher Leiter (RG Olympia Dortmund) als auch als Hotelier tätig.
Im Juni 2023 wurde Braun wegen Kindesmissbrauchs zu einer Haftstrafe von 2 Jahren und 9 Monaten rechtskräftig verurteilt.

## Erfolge und Auszeichnungen
- 1975: Weltmeister Vierer-Mannschaftsverfolgung 4000 m
- 1975 und 1976: Silbernes Lorbeerblatt[1]
- 1976: Olympiasieger Einerverfolgung 4000 m
- 1976: Olympiasieger Vierer-Mannschaftsverfolgung 4000 m
- 1976: Sportler des Jahres
- 1976, 1978, 1980: Radsportler des Jahres
- 1977: Weltmeister Profi-Einerverfolgung 5000 m
- 1978, 1980, 1983: Deutscher Profimeister Straße
- 1978: Weltmeister Profi-Einerverfolgung 5000 m
- 1979: Europameister Zweier-Mannschaft
- 1980: Sieger Deutschland-Rundfahrt
- 1980, 1983: Sieger Sardinien Rundfahrt
- Sieger Tre Valli Varese
- 1978: Sieger Rund um den Henninger-Turm
- 1983: 1 Etappensieg Giro d’Italia
- 1981: Träger Rosa Trikot Giro d’Italia
- 1978: 3. Flandernrundfahrt
- 1982: 3. Paris–Roubaix
- 1982: 3. Amstel Gold Race
- 1982: Sieger Kuurne-Brüssel-Kuurne
- 11facher Sieger 6-Tage-Rennen

## Teams
- 1977–1979 Peugeot-Esso-Michelin
- 1980: Sanson-Campagnolo
- 1981: Famcucine-Campagnolo
- 1981: Safir-Galli-Ludo
- 1982: Capri Sonne
- 1983: Vivi-Benotto-Puma
- 1984: La Redoute-Motobécane
- 1985: Ceramiche Ariostea
- 1986: Murella-Fanini
- 1987: AD Renting-IOC
- 1988: Boccaccio Life-La William
- 1989: Titanbonifica-Benotto